# Stacy London
Pour les articles homonymes, voir London.
Stacy London, née le 25 mai 1969 à New York, est une styliste, consultante, écrivain et journaliste de mode américaine, également connue comme coprésentatrice de What Not to Wear (en), une émission de téléréalité d'habillement et de relooking esthétique.
Stacy London se fait connaître pour sa large collection de chaussures à talons, qui compte plus de 300 paires.

## Biographie

### Origines et études
Stacy London naît et grandit à New York. D'origine sicilienne du côté de sa mère et juive du côté de son père, elle est la belle-fille de Victoria[Qui ?], une romancière. Sa mère, Joy, est investisseuse en capital-risque et son père, Herbert London (en), est président émérite du Hudson Institute,. Durant son enfance, Stacy London souffre de psoriasis. À l'âge de onze ans, une trace grise naturelle apparaît sur son front.
Stacy London étudie la philosophie du xxe siècle et la littérature allemande au Vassar College. Étudiante, elle est membre du club estudiantin Phi Beta Kappa. Elle réalise un stage d'été au département des relations publiques de la firme Christian Dior.

### Carrière
Stacy London commence sa carrière comme assistante en mode pour le magazine Vogue, puis devient rédactrice en chef de mode à Mademoiselle. Elle stylise pour des séries photos pour d'autres publications comme D, Nylon (en) et Contents. Elle travaille pour des célébrités telles que Kate Winslet et Liv Tyler et stylise pour des défilés organisés par des stylistes comme Rebecca Taylor (en), Vivienne Tam (en) ou la marque Ghost (en),. London dirige plusieurs campagnes publicitaires, notamment pour les marques Hanes, Wonderbra, Bali, Procter & Gamble, CoverGirl (en), Suave, Target, Levi Strauss & Co., Maytag (en), Swatch, Longines et Calvin Klein.
En 2003, Stacy London commence une carrière télévisuelle en coprésentant avec Clinton Kelly la première saison de l'émission de téléréalité What Not to Wear (en), diffusée sur la chaîne TLC. En 2005, elle coécrit avec Kelly un livre intitulé Dress Your Best. En 2008, Stacy London présente sa propre émission-débat, intitulée Shut Up! It's Stacy London!, qui constitue l'épisode-pilote du programme Fashionably Late with Stacy London (en). London réalise des reportages de mode pour les émissions Weekend Today, The Early Show, Good Day Live et Access Hollywood (en) ainsi que pour le Today Show.
En 2007, Stacy London devient porte-parole de la National Psoriasis Foundation.
De 2009 à 2010, Stacy London est ambassadrice des marques Pantene, Woolite (en), Dr. Scholl's et Riders (Lee). Son contrat avec la firme Pantene comprend une « clause grise » lui permettant de conserver sa trace grise naturelle sur son front,.
Avec Cindy McLaughlin, elle fonde Style for Hire, un service en ligne qui met en relation des utilisateurs avec des stylistes personnels travaillant à proximité. Le site est d'abord lancé à Washington, D.C. le 13 septembre 2010, puis sort en version complète le 16 avril 2012,.Stacy London est également la directrice de création de l'entreprise Westfield Style et la rédactrice en chef du magazine Westfield Style,,. Les « Style Lounges » de Westfield sont occupés par des stylistes professionnels de Style for Hire, qui fournissent des consultations gratuites sur demande.
En 2010, Stacy London joue dans une pièce de théâtre Off-Broadway intitulée Love, Loss, and What I Wore (en), composée d'une série de monologues de femmes concernant leurs tenues vestimentaires et leur rapport aux événements du passé.
En 2013, Stacy London devient la porte-parole de la campagne Uncover Your Confidence (« Dévoilez votre confiance »), lancée par AbbVie.
Stacy London est la productrice déléguée de Big Brooklyn Style, une émission de téléréalité tournée dans la boutique Lee Lee's Valise de New York qui est diffusée pour la première fois le 29 mai 2012 sur TLC. En février 2013, Stacy London devient pigiste pour le magazine Shape (en), pour lequel elle rédige un éditorial de mode tous les mois. En mars 2013, la chaîne TLC annonce que la dernière saison de What Not to Wear sera diffusée à partir du mois de juillet. En janvier 2015, TLC annonce que Stacy London présentera Love, Lust or Run (en), un programme similaire à What Not to Wear.

## Vie privée
Au début des années 1990, Stacy London souffre d'anorexie, d'hyperphagie boulimique et de problèmes de poids,. Mesurant 170 cm, son poids le plus léger est de 41 kg et le plus lourd de 82 kg,. En 2007, dans une interview publiée dans le magazine Sirens, elle déclare : « J'ai mis de toutes tailles au cours de ma vie. J'ai mis du plus petit que zéro, puis des tailles allant jusqu'à 16. Durant toute ma vie, j'ai eu beaucoup de problèmes avec mon image personnelle et mon poids et il n'a pas été facile de reconnaître que quel que soit mon poids, peu importe mes impressions, j'ai toujours pu trouver une manière de m'habiller qui me faisait sentir puissante et attractive ».
Stacy London ne s'est jamais mariée et n'a pas d'enfant,. Elle traite de son célibat, de l'importance de l'image personnelle et de son combat contre les troubles alimentaires dans son second livre, un mémoire intitulé The Truth About Style, publié en 2012. En 2016, elle subit une opération de la colonne vertébrale, une opération qui la plonge dans une dépression couplée à de grandes difficultés financières. En 2019, elle révèle sur les réseaux sociaux être dans une relation amoureuse avec une autre femme.

## Honneurs
- 2010 : New-Yorkais les plus élégants selon le magazine Time Out[27]

## Publications
- (en) Clinton Kelly et Stacy London, Dress Your Best: The Complete Guide to Finding the Style That's Right for Your Body, Harmony, 2005, 256 p. (ISBN 978-0307236715)
- (en) Stacy London, The Truth About Style, Penguin, 2013, 224 p. (ISBN 978-0142180402)